# دنیز بایسال
دنیز بایسال (به ترکی استانبولی: Deniz Baysal؛ زادهٔ ۵ آوریل ۱۹۹۱) بازیگر تلویزیون، سینما و تئاتر و مدل اهل ترکیه است. او بیشتر برای نقش‌های اول در مجموعه‌های تلویزیرنی جنایی تشکیلات، قول و مجموعۀ تلویزیرنی درام فضیلت خانم و دخترانش شناخته می‌شود.

## زندگی و حرفه
بایسال در ازمیر به دنیا آمد. در سال ۱۹۹۱ تحصیل در رشته تجارت خارجی را در دانشگاه دانشگاه جلال بایار آغاز کرد. او از سن ۱۰ سالگی شروع به تحصیل در رشته بازیگری در تئاتر شهرداری کارشیاکا، ازمیر کرد. او همچنین به مدت ۱۰ سال به عنوان بازیگر تئاتر فعالیت کرد و با تشویق و حمایت معلم تئاتر به بازیگری پرداخت.
در نوامبر ۲۰۱۸، بایسال پس از ۲ سال رابطه با باریش یورتچو، خواننده اصلی گروه کولپا نامزد کرد. آنها در ۶ سپتامبر ۲۰۱۹ ازدواج کردند.

## فیلم‌شناسی
| سال       | عنوان                 | نقش            | توضیحات |
| --------- | --------------------- | -------------- | ------- |
| ۲۰۱۱      | آب‌های عمیق            |                |         |
| ۲۰۱۲      | پدران و پسران         |                |         |
| ۲۰۱۲      | شهر گمشده             |                |         |
| ۲۰۱۴–۲۰۱۵ | عروس‌های فراری         |                |         |
| ۲۰۱۵      | دروغ سفید             |                |         |
| ۲۰۱۶      | قلب روزگار            |                |         |
| ۲۰۱۷–۲۰۱۸ | فضیلت خانم و دخترانش  | هازان چامکیران |         |
| ۲۰۱۸      | قول                   | دریا کاراسو    |         |
| ۲۰۱۹      | معجزه در سلول شماره ۷ | مینه           |         |
| ۲۰۲۰      | خدمتکاران             |                |         |
| ۲۰۲۱      | تشکیلات               | زهرا بالابان   |         |